# Live ED
Albums de Étienne Daho
Pour nos vies martiennes
(1988) Paris ailleurs
(1991)
Live ED est le premier album live d'Étienne Daho, ce double album enregistré au Zénith de Paris fin janvier 1989 est paru le 1er novembre 1989. 
Deux singles seront extraits de cet album : Le Grand Sommeil et Le Plaisir de perdre. L'album sera double disque d'or en 1990.

## Titres de l'album
| 1.  | Intro                     | 0:44 |
| 2.  | Quatre Hivers             | 1:27 |
| 3.  | Paris Le Flore            | 4:23 |
| 4.  | Le Grand Sommeil          | 3:40 |
| 5.  | Affaire Classée           | 3:16 |
| 6.  | Il Ne Dira Pas            | 4:04 |
| 7.  | Stay With Me              | 5:05 |
| 8.  | Quelqu'un Qui M'ressemble | 3:57 |
| 9.  | Promesses                 | 4:22 |
| 10. | Sortir Ce Soir            | 4:55 |
| 11. | Mythomane                 | 3:03 |

| 1.  | Épaule Tattoo                                  | 4:50 |
| 2.  | La Ballade d'Eddie S.                          | 3:31 |
| 3.  | Caribbean Sea                                  | 4:36 |
| 4.  | Le Plaisir De Perdre                           | 4:23 |
| 5.  | Duel Au Soleil                                 | 4:55 |
| 6.  | Week-end à Rome (avec la participation de Lio) | 5:00 |
| 7.  | Tombé Pour La France                           | 5:10 |
| 8.  | Bleu Comme Toi                                 | 4:41 |
| 9.  | Where's My Monkey                              | 5:22 |
| 10. | Des Heures Hindoues                            | 4:49 |

## Musiciens
- Étienne Daho : chant et chœur
- Xavier Géronimi : guitare
- Frederic Renaud : guitare
- Marcel Aubé : basse
- Jean-Louis Pierrot : clavier
- Helen Turner : clavier
- Edith Fambuena : guitare
- Chuck Sabo : batterie